# Tratado de Partição sobre a Frota do Mar Negro
O Tratado de Partição sobre o Estatuto e as Condições da Frota do Mar Negro é um tratado assinado entre a Rússia e a Ucrânia em 1997, pelo qual as duas nações estabeleceram duas frotas nacionais independentes e a divisão de armamentos e bases entre elas. De acordo com o tratado, a Frota do Mar Negro, que estava localizada na península da Crimeia, na época, foi dividida entre a Rússia (81,7%) e a Ucrânia (18,3%), com a Rússia mantendo o direito de usar o Porto de Sevastopol, na Ucrânia, por 20 anos até 2017. O tratado também permitiu à Rússia manter até 25.000 soldados, 24 sistemas de artilharia, 132 veículos blindados e 22 aviões militares na península da Crimeia.[carece de fontes?]
O tratado entraria em causa 17 anos depois, pela Rússia e outros países em meio à Crise da Crimeia de 2014 e a assinatura de sua continuação, o Pacto de Kharkiv de 2010.[carece de fontes?]